# ゴールドリヴァー
ゴールドリヴァー（欧字名:Gold River、1977年 - 1986年）はフランスの競走馬、繁殖牝馬。1981年の凱旋門賞などに勝利した。同年のフランス最優秀古牝馬に選出された。

## 経歴
オーナーブリーダーのジャック・ヴェルテメールによって生産された。3歳の5月にデビューし、年末のロワイヤルオーク賞でG1競走初勝利をあげると、年をまたいでジャンプラ賞（現在のヴィコンテッス・ヴィジェ賞）、カドラン賞と3000メートル超の重賞を3連勝した。その後のサンクルー大賞、フォワ賞では5着、3着に敗れたが、凱旋門賞では他の23頭を退けて勝利した。連覇を狙ったロワイヤルオーク賞で3着に敗れ、引退した。

## 繁殖成績
引退後はアメリカ合衆国ケンタッキー州レキシントンのハグヤードファームで繁殖牝馬となった。初年度から重賞勝ち馬を出すなど期待されていたが、1986年に9歳で死亡した。シェルシュールドールはG3競走のリス賞に勝利、西山牧場によって輸入され日本で種牡馬となった。リヴィエルドールはG1競走のサンタラリ賞に勝ち、ゴールドスプラッシュ（コロネーションステークス、マルセルブサック賞）などを産み、孫の世代にもゴルディコヴァ（ブリーダーズカップ・マイル3連覇）を出した。
産駒には金や川の意味を持つ名が付けられている。シェルシュールドールは「金の探索者」、リヴィエルドールは「金の川」、リヴィエルダルジャンは「銀の川」など。
- シェルシュールドール Chercheur d'Or（父Northern Dancer、リス賞 (G3) ）
- Rivière d'Argent（父Nijinsky II、繁殖牝馬）
- Rivière d'Or（父Lyphard、サンタラリ賞 (G1) ）
- Goldneyev（父Nureyev、ヤコウレフ賞 (LR) ）

## 血統表
| ゴールドリヴァー (Gold River)の血統（リヴァーマン系 / Nasrullah 3×5=15.63%、Nearco 4×5=9.38%、Djebel 4×5=9.38%、Prince Rose 5×5=6.25%） | ゴールドリヴァー (Gold River)の血統（リヴァーマン系 / Nasrullah 3×5=15.63%、Nearco 4×5=9.38%、Djebel 4×5=9.38%、Prince Rose 5×5=6.25%） | ゴールドリヴァー (Gold River)の血統（リヴァーマン系 / Nasrullah 3×5=15.63%、Nearco 4×5=9.38%、Djebel 4×5=9.38%、Prince Rose 5×5=6.25%） | （血統表の出典）      | （血統表の出典） |
| 父 Riverman 1969 鹿毛 | 父の父Never Bend 1960 鹿毛 | Nasrullah | Nearco                | Nearco           |
| 父 Riverman 1969 鹿毛 | 父の父Never Bend 1960 鹿毛 | Nasrullah | Mumtaz Begum          |                  |
| 父 Riverman 1969 鹿毛 | 父の父Never Bend 1960 鹿毛 | Lalun | Djeddah               | Djeddah          |
| 父 Riverman 1969 鹿毛 | 父の父Never Bend 1960 鹿毛 | Lalun | Be Faithful           |                  |
| 父 Riverman 1969 鹿毛 | 父の母River Lady 1963 鹿毛 | Prince John | Princequillo          | Princequillo     |
| 父 Riverman 1969 鹿毛 | 父の母River Lady 1963 鹿毛 | Prince John | Not Afraid            |                  |
| 父 Riverman 1969 鹿毛 | 父の母River Lady 1963 鹿毛 | Nile Lily | Roman                 | Roman            |
| 父 Riverman 1969 鹿毛 | 父の母River Lady 1963 鹿毛 | Nile Lily | Azalea                |                  |
| 母 Glaneuse 1966 鹿毛 | 母の父*Snob 1959 鹿毛 | Mourne | Vieux Manoir          | Vieux Manoir     |
| 母 Glaneuse 1966 鹿毛 | 母の父*Snob 1959 鹿毛 | Mourne | Ballynash             |                  |
| 母 Glaneuse 1966 鹿毛 | 母の父*Snob 1959 鹿毛 | Senones | Prince Bio            | Prince Bio       |
| 母 Glaneuse 1966 鹿毛 | 母の父*Snob 1959 鹿毛 | Senones | Sif                   |                  |
| 母 Glaneuse 1966 鹿毛 | 母の母Glamour 1960 鹿毛 | Djébé | Djebel                | Djebel           |
| 母 Glaneuse 1966 鹿毛 | 母の母Glamour 1960 鹿毛 | Djébé | Cathrine              |                  |
| 母 Glaneuse 1966 鹿毛 | 母の母Glamour 1960 鹿毛 | Tudor Gleam | Owen Tudor            | Owen Tudor       |
| 母 Glaneuse 1966 鹿毛 | 母の母Glamour 1960 鹿毛 | Tudor Gleam | Riding Rays F-No.22-d |                  |

- 母Glaneuseは伊ジョッキークラブ大賞などに勝利している。
- 5代母Infra Redは1939年のプリンセスエリザベスステークス勝ち馬。